# Engels-2

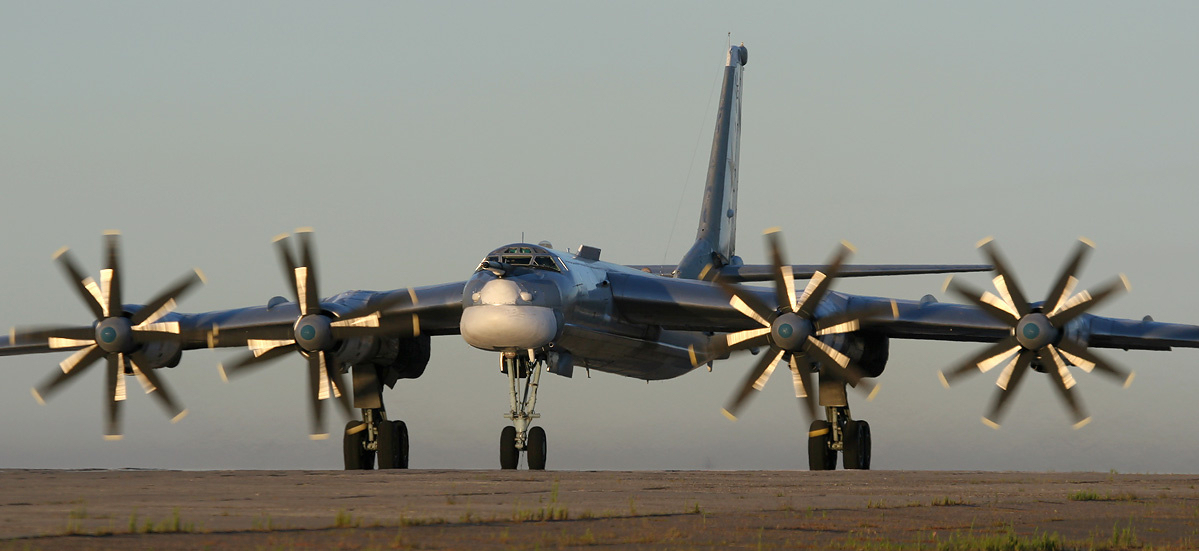
Un Túpolev Tu-95 sobre la base aérea Engels.

Engels-2 (en ruso: Энгельс) es una base aérea militar de bombarderos estratégicos de Rusia situada a 14 kilómetros al este de Sarátov. Engels es una importante base de operaciones de bombarderos y el único emplazamiento operativo ruso del bombardero estratégico Túpolev Tu-160 (OTAN: Blackjack). Debe su nombre a la cercana ciudad de Engels, en el óblast de Sarátov, que lleva el nombre del filósofo y revolucionario comunista alemán Friedrich Engels.
Alberga el 121º Regimiento de Aviación de Bombarderos Pesados de la Guardia con los Tu-160M y el 184º Regimiento de Aviación de Bombarderos Pesados con el Túpolev Tu-95MS (OTAN: Bear-H) de la 22ª División de Aviación de Bombarderos Pesados de la Guardia.
Aviones de los regimientos 121º y el 184º atacaron Ucrania durante la invasión rusa de 2022.

## Pista
La base aérea Engels-2 dispone de una pista de aterrizaje de 3.500 metros y alrededor de 10 grandes revestimientos. 

## Historia
En 1930 se inició la construcción de una escuela militar de pilotaje a 1,5 km de la ciudad de Engels, en un terreno baldío. La 14.ª Escuela de Pilotos se activó en Engels en diciembre de 1930. Alrededor de 10.000 personas trabajaron en la obra. En febrero de 1932, el primer avión, un Polikarpov U-2, utilizó sus instalaciones. La escuela pasó a llamarse Escuela de Pilotos de Engels.
En 1936, la escuela de aviación militar Engels era una de las mejores escuelas de vuelo del país. Los alumnos pilotaban aviones Polikarpov U-2, Polikarpov R-5 y CSS. Antes de la Segunda Guerra Mundial, la escuela formó a varios miles de pilotos. Muchos de ellos lucharon en la guerra civil española, participaron en la batalla de Jaljin Gol y en la guerra soviético-finlandesa (1939-1940). Por su participación en los combates, siete alumnos fueron nombrados Héroes de la Unión Soviética.
Al principio de la Segunda Guerra Mundial la escuela tenía en servicio aviones Polikarpov U-2, ANT-40, Pe-2 y otros. Durante los años de la guerra la Escuela de Vuelo Engels envió al frente 14 regimientos. Entre ellos había tres regimientos femeninos (incluidas las Brujas Nocturnas), en los que servía la comandante Marina Raskova. 190 alumnos de la escuela fueron condecorados con el título de Héroe de la Unión Soviética por sus hazañas en combate.
A principios de la década de 1950 comenzó la construcción del nuevo aeropuerto "Engels-2" con una pista de hormigón de 3 km de longitud y 100m de anchura. Por ello, en septiembre de 1954 la escuela de Engels se trasladó a la ciudad de Tambov. En diciembre de 1954 se creó la 201.ª División de Aviación de Bombarderos Pesados, compuesta por los regimientos 79.º, 1096.º y 1230.º de Aviación de Bombarderos Pesados (TBAP). El personal de los regimientos se formó eligiendo a los mejores especialistas de la Aviación de Largo Alcance, graduados de escuelas y academias militares. En 1954, la zona de Engels fue cerrada a la observación terrestre occidental.
Los primeros bombarderos Myasishchev M-4 llegaron a Engels en febrero de 1955. En mayo de 1957 llegó el primer bombardero 3M modernizado. En 1957, el 79.º Regimiento de Aviación de Bombarderos Pesados se trasladó a la base de Ukrainka y fue transferido a la 73.ª División de Aviación de Bombarderos Pesados. Poco a poco los bombarderos M-4 y 3M fueron reconvertidos en aviones cisterna de reabastecimiento aéreo. El reabastecimiento aéreo aumentó significativamente el alcance de los bombarderos, lo que extendió su capacidad. Hacia 1960, el 1230º Regimiento de Aviación de Bombarderos Pesados pasó a llamarse 1230º Regimiento de Aviación de Reabastecimiento Aéreo.
Los bombarderos 3M formaron parte de la Aviación de Largo Alcance hasta 1985, y luego fueron destruidos de conformidad con el acuerdo sobre la reducción de armas ofensivas. Los 3MS-II y 3MN-II, convertidos en aviones cisterna, estuvieron en servicio mucho más tiempo, hasta finales de 1993, antes de ser sustituidos por los más avanzados Il-78.
La base iba a recibir el primer Tu-160 de producción en 1987, pero fue a parar finalmente a Priluki, cuyas unidades tenían experiencia con el Túpolev Tu-22M. Los tres primeros Tu-160 que no estuvieron en Pryluky se incorporaron al 1096º Regimiento de Aviación de Bombarderos Pesados en 1992. En 1994 Engels disponía de cinco bombarderos Tu-160 en funcionamiento. Ese mismo año, el 1096º Regimiento de Aviación de Bombarderos Pesados fue rebautizado como 121º Regimiento de Aviación de Bombarderos Pesados, adoptando sus colores y tradiciones. En 1998, el intercambio de información del tratado START I mostró que tenía 20 bombarderos Túpolev Tu-95 operativos y seis bombarderos Tu-160, todos con capacidad de misiles de crucero.
De 1999 a 2001 la base recibió ocho Tu-160 de Ucrania pagados con reducciones del precio del gas. Los dos últimos llegaron en febrero de 2001. El 184º Regimiento de Aviación de Bombarderos Pesados de la Guardia fue reformado en la base en septiembre de 2000, utilizando aviones Tu-95MS transferidos desde Mozdok. En 2007 la base tenía 14 Tu-160, 20 Tu-95 y un número desconocido de Tu-22M.
La construcción de una nueva pista paralela a la existente se completó en 2015, junto con una red de apoyo de calles de rodaje, comunicaciones y sistemas eléctricos y meteorológicos. La nueva pista podría acoger todas las aeronaves de las Fuerzas Aeroespaciales rusas.

### Invasión rusa de Ucrania de 2022
El 5 de diciembre de 2022, durante la invasión rusa de Ucrania de 2022, a pesar de encontrarse a más de 600 kilómetros de la frontera con Ucrania, una explosión causada por un ataque de aviones no tripulados ucranianos habría dañado dos Tu-95. Según el Ministerio de Defensa de Rusia, Ucrania intentó atacar a los bombarderos de largo alcance de la aviación rusa estacionados en la base con aviones no tripulados de fabricación soviética. Rusia afirma que los drones fueron interceptados por los sistemas de defensa antiaérea a baja altura. Las imágenes de satélite reveladas tras el ataque muestran, al menos, un bombardero Tu-95MS dañado. La base aérea de Dyagilevo también fue atacada esa misma noche.
El 26 de diciembre de 2022, a medianoche, volvieron a registrarse explosiones en la base aérea. Se informó de que se habían oído sirenas aéreas en la base y en las zonas circundantes. El gobernador local Roman Busargin informó de que no se habían producido daños en la "infraestructura civil". Se oyeron al menos dos explosiones. Los medios de comunicación ucranianos y rusos informaron de estas explosiones. Tres personas del "personal técnico" habrían muerto. Según la televisión rusa, "un vehículo aéreo no tripulado ucraniano fue derribado a baja altura cuando se aproximaba al aeródromo militar de Engels, en la región de Sarátov". Sin embargo, Reuters no pudo confirmar estas exposiciones.
El 29 de diciembre, el gobernador de la región rusa, Roman Busargin, afirmó que un avión no tripulado ucraniano fue abatido cerca de la base aérea, con daños leves en viviendas y sin heridos. Los informes en las redes sociales confirmaron las sirenas del ataque aéreo y las explosiones.

## Aviones
En 2007, la base contaba con:
- 14 Tu-160 (121º Regimiento de Aviación de Bombarderos Pesados de la Guardia)
- 20 Tu-95 (184º Regimiento de Aviación de Bombarderos Pesados)
- Número desconocido de Tu-22M-3 (6950ª Base de Aviación)
- 1 Ilyushin Il-62

La 22ª División de Aviación de Bombarderos Pesados de la Guardia del 37º Ejército del Aire controló las operaciones en la base hasta la reorganización de la Fuerza Aérea de 2009-2010. En 20152016, la división fue reformada dentro de la rama de Aviación de Largo Alcance de la Fuerza Aeroespacial Rusa, con base en Engels.

## Museo
La base alberga un museo de aviación.